# Grèce au Concours Eurovision de la chanson 2015
La Grèce a annoncé en 2014 sa participation au Concours Eurovision de la chanson 2015 à Vienne, en Autriche.  Le pays est représenté par María Élena Kyriákou et sa chanson One last breath, sélectionnées via l'émission A Mad Show - Eurosong 2015.

## Sélection
Afin de désigner le représentant grec, le diffuseur NERIT organise, en collaboration avec MAD TV une sélection télévisée avec cinq participants. Le gagnant est désigné par un vote composé pour une moitié du vote d'un jury, et pour l'autre du télévote, chacun attribuant 5 points à sa chanson favorite, 4 à la seconde, etc.
| # | Artiste                | Chanson         | Télévote | Jury | Total | Place |
| - | ---------------------- | --------------- | -------- | ---- | ----- | ----- |
| 1 | C：Real                | Crash & Burn    | 1        | 1    | 2     | 5     |
| 2 | Thomai Apergi & Legend | Jazz & Sirtaki  | 3        | 4    | 7     | 2     |
| 3 | Barrice                | Ela             | 2        | 3    | 5     | 4     |
| 4 | Shaya Hansen           | Sunshine        | 4        | 2    | 6     | 3     |
| 5 | María Élena Kyriákou   | One Last Breath | 5        | 5    | 10    | 1     |

## À l'Eurovision
La Grèce participe à la première demi-finale, le 19 mai 2015. Elle y termine 6e avec 81 points, ce qui lui permet de se qualifier pour la finale du 23 mai. Elle arrive finalement en 19e position avec 23 points.